# Komitet Europejskich Regulatorów Rynku Papierów Wartościowych
Komitet Europejskich Regulatorów Rynku Papierów Wartościowych (ang. Committee of European Securities Regulators – CESR) – organ powołany 6 czerwca 2001 roku, przez Komisję Europejską, przekształcony w Europejski Urząd Nadzoru Giełd i Papierów Wartościowych (ESMA) z dniem 1 stycznia 2011 roku.
W skład komitetu wchodzili przedstawiciele krajowych organów nadzoru rynku papierów wartościowych państw członkowskich Unii Europejskiej. Trzech dodatkowych członków delegowały Norwegia, Islandia oraz Komisja Europejska.
Do zadań CESR, kontynuowanych obecnie przez ESMA, należało:
- wzmocnienie i poprawa jakości współpracy pomiędzy europejskimi komisjami nadzoru rynków papierów wartościowych
- doradztwo Komisji Europejskiej przy kreowaniu założeń oraz technicznych aspektów legislacji unijnej w zakresie rynku kapitałowego
- systematycznie dążenie do wprowadzenia jednolitego prawa oraz praktyk nadzorczych dot. rynku papierów wartościowych w państwach członkowskich.